# Gunnedah Shire Council
Gunnedah Shire Council is een Local Government Area (LGA) in de Australische deelstaat New South Wales. Gunnedah Shire Council telt 12.074 inwoners. De hoofdplaats is Gunnedah.